# Jean-Baptiste Onofrio
Pour les articles homonymes, voir Onofrio.
Jean-Baptiste Onofrio, né à Lyon le 10 février 1814 et mort le 28 mai 1892 dans le 2e arrondissement de Lyon, est un magistrat français, auteur d'une des trois sources du répertoire classique du théâtre de Guignol, le Théâtre lyonnais de Guignol, dont la première version anonyme date de 1865, et la deuxième, signée, de 1870.

## Biographie
Inscrit au barreau de Lyon en 1838, il est substitut à Saint-Étienne en 1843, puis substitut du procureur général à Lyon en 1849. Il est président de chambre à la cour d'appel de Lyon en 1854 et avocat général en 1856.
Il assiste souvent incognito aux nombreuses représentations des différents Guignols, dont le répertoire est basé sur divers canevas. Il y prend des notes sur ses manchettes, qui l'aideront à élaborer son Théâtre Lyonnais de Guignol.
Il est élu le 24 janvier 1867 à l'Académie des sciences, belles-lettres et arts de Savoie, avec pour titre académique Correspondant. Il est également membre de l'académie des Sciences, Belles-Lettres et Arts de Lyon à partir de 1864. Il en est le président en 1873.

## Principales publications
- Essai d'un glossaire des patois lyonnais, Forez et Beaujolais, Lyon, 1861[6]
- Théâtre lyonnais de Guignol, Lyon, 1865[7]

## Théâtre lyonnais de Guignol
Théâtre lyonnais de Guignol est un recueil de vingt pièces présentées par Jean-Baptiste Onofrio.

### Pièces présentées dans le recueil
- Les Couverts volés
- Le Pot de confiture
- Les Frères Coq
- Le Portrait de l'Oncle
- Le Duel
- Le Marchand de veaux
- Le Dentiste
- Le Marchand de picarlats
- Les Valets à la porte
- Le Déménagement
- Le Testament
- Le Marchand d'aiguilles
- Les Voleurs volés
- Tu chanteras, tu ne chanteras pas
- L'Enrôlement
- La Racine merveilleuse
- Le Château mystérieux
- Les Conscrits de 1809
- Ma Porte d'allée
- Les Souterrains du vieux château